# Plecia ruficollis
Plecia ruficollis är en tvåvingeart som först beskrevs av Fabricius 1781.  Plecia ruficollis ingår i släktet Plecia och familjen hårmyggor. Inga underarter finns listade i Catalogue of Life.

## Bildgalleri

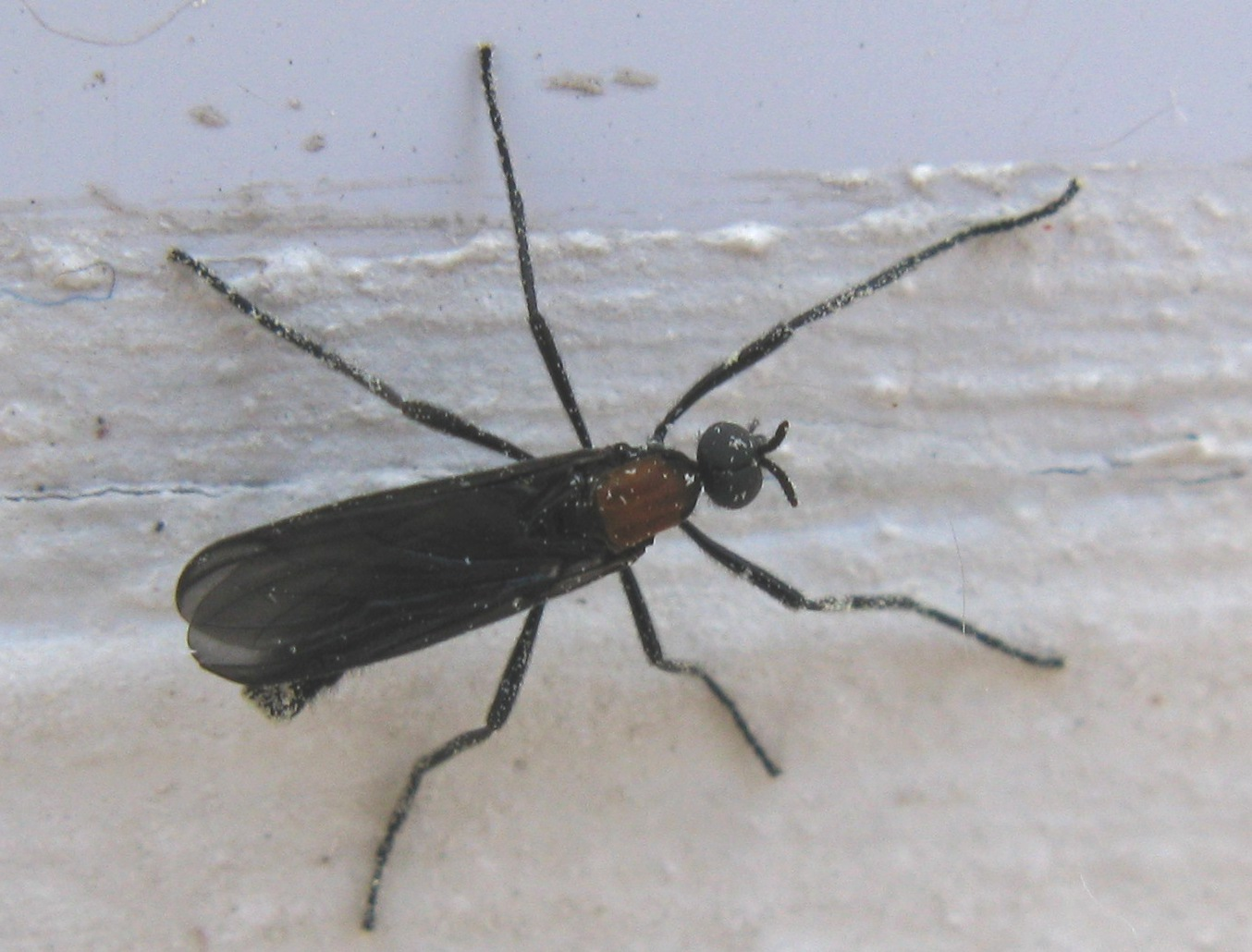
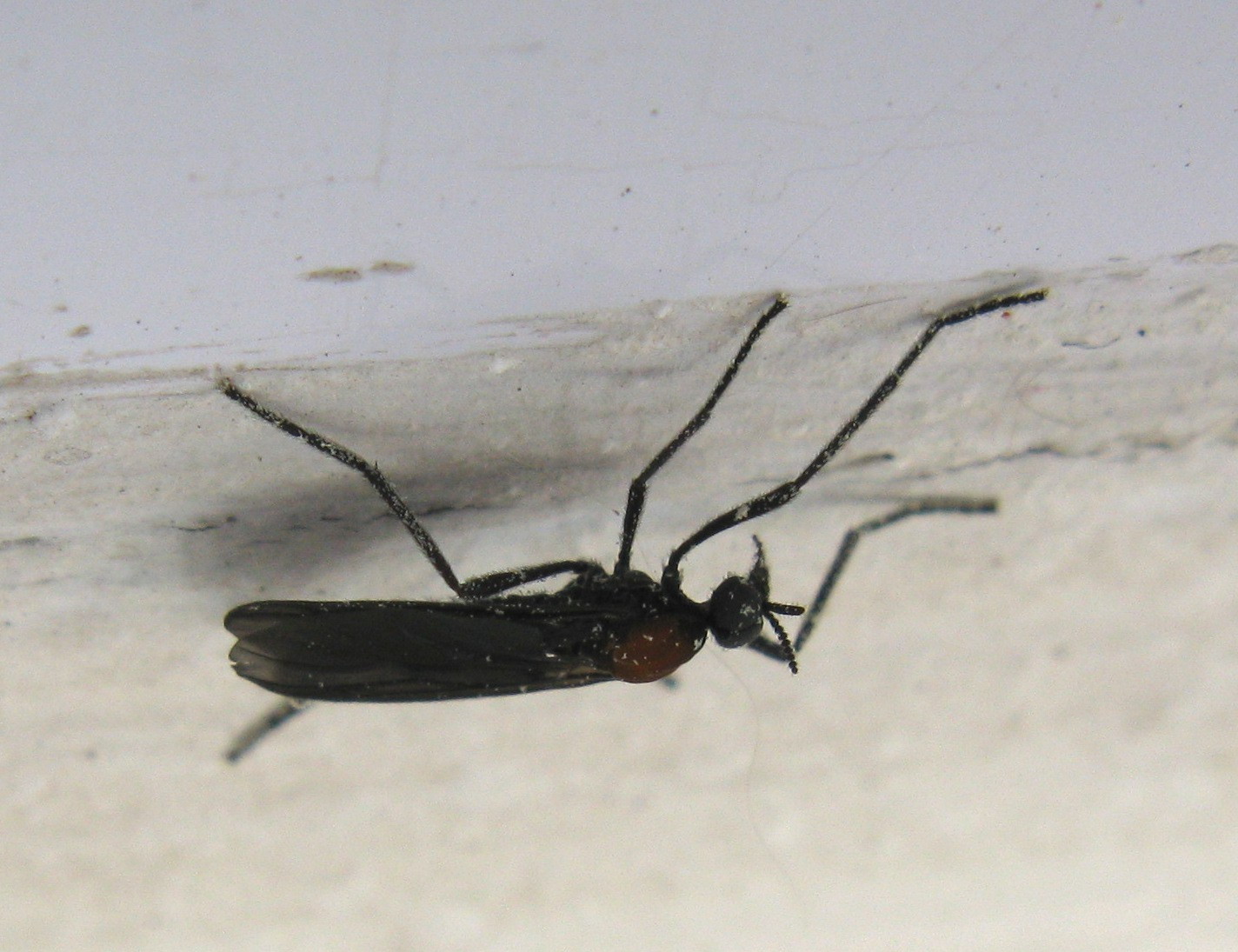
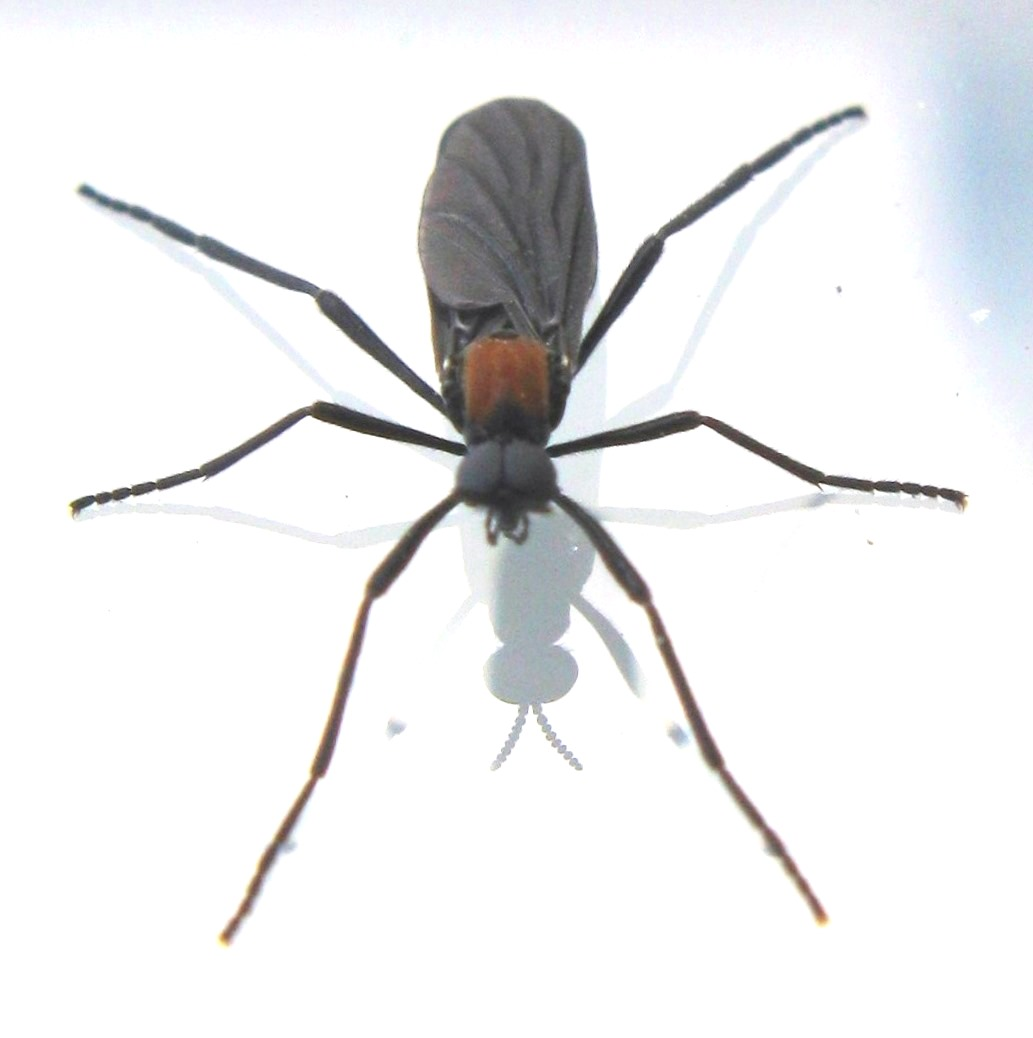
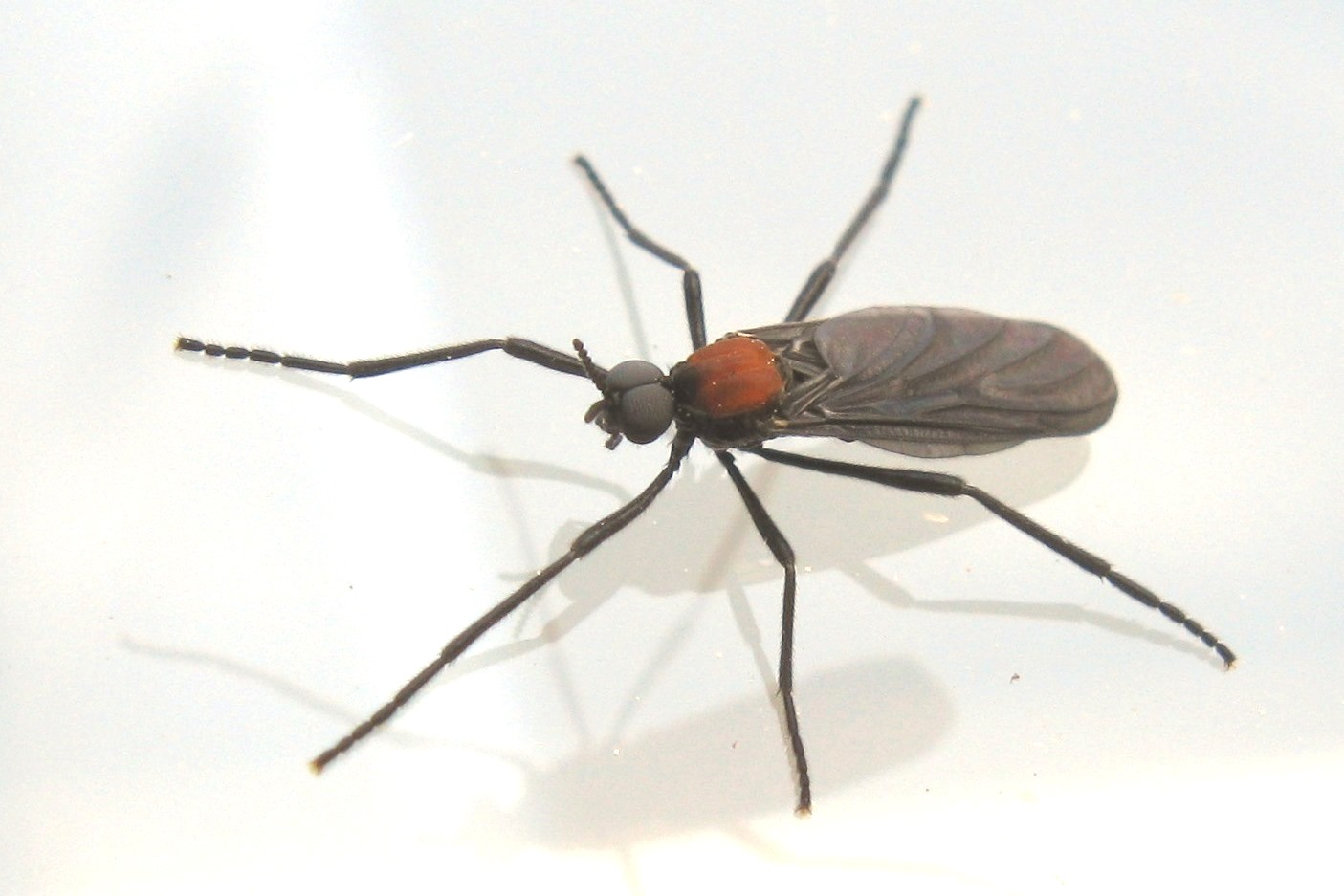